# Параскева Сербська
Параскева Сербська або Параскева Болгарська (серб. Света Петка, Света Параскева або Петка Трновска, болг. Света Петка Българска або Света Петка Търновска, грец. Παρασκευή, народилася у c. Епіват, Візантійська імперія) — черниця, самітниця і християнська свята XI століття.

## Життєпис

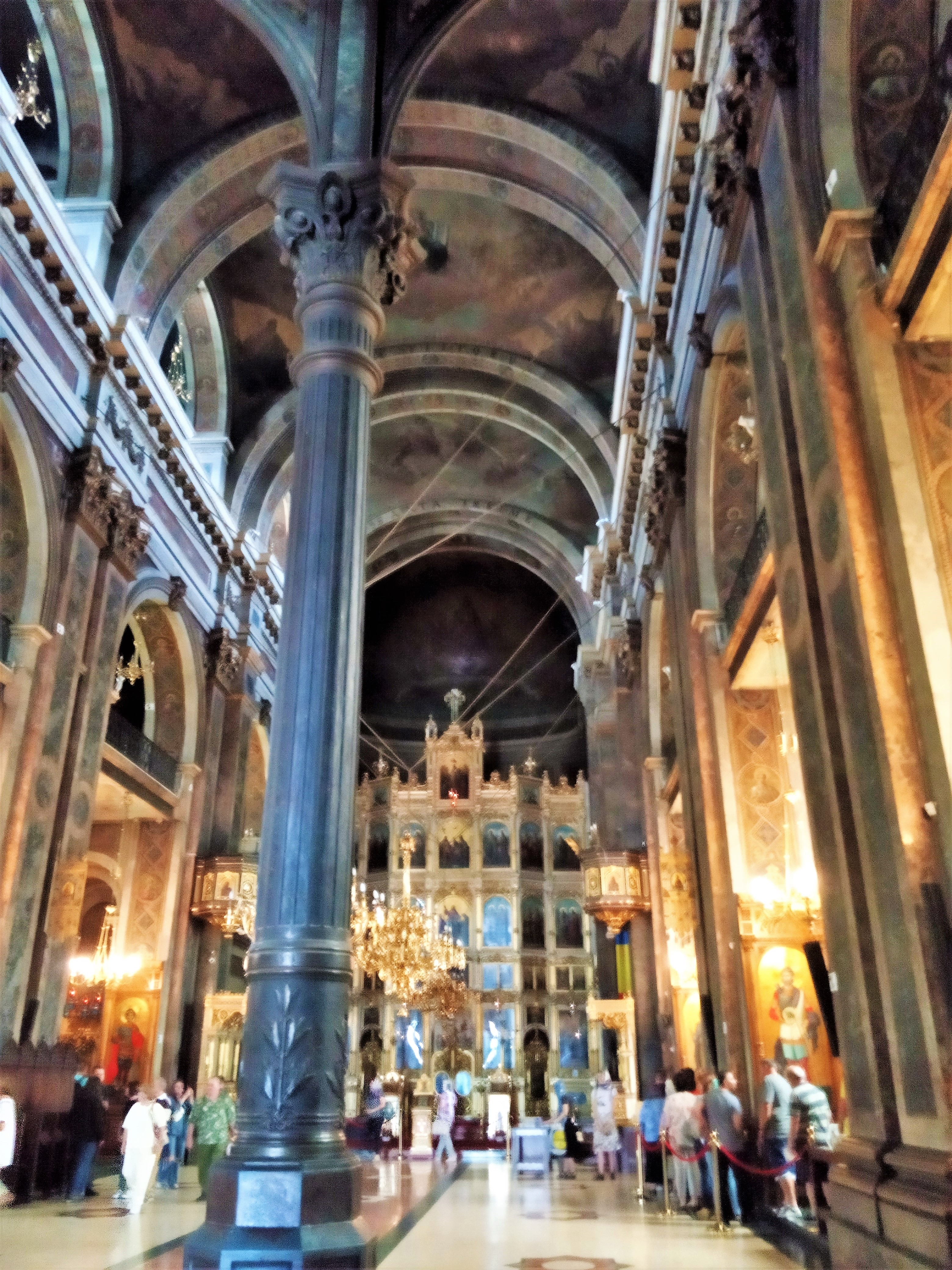
Центральна нава Митрополичого собору в Яссах з чергою паломників

Параскева народилась в невеличкому містечку Епіват, сучасне Селімпаша в європейській частині Туреччини поблизу Сіліврі в провінції Істанбул. Вела тихе і побожне життя. Після смерті батька вона здійснила мандрівку до Єрусалима і відвідала святі місця. Згодом поселилася в пустелі, де на самоті провела довгі роки посвяченого Богові життя. За два роки до смерті вона повернулася до родинного села і, наче вбога чужинка, провела решту свого життя при місцевій церкві. Коли Параскева померла, її поховали на місцевому цвинтарі.
Через якийсь час були виявлені нетлінні мощі св. Параскеви. Згодом мощі, при яких діялися численні чуда, перенесли до місцевої церкви. 1641 року мощі св. Параскеви перенесли до Митрополичого собору міста Ясси.

## Покровительство
Свята Параскева Сербська — покровителька торгівлі.

## Свята
Православна церква вшановує пам'ять святої 14 жовтня.

## Храми
- Список храмів святої Параскеви Сербської.